# Grafhorst (Németország)
Grafhorst település Németországban, azon belül Alsó-Szászország tartományban. Lakosainak száma 1170 fő (2023. december 31.). Grafhorst Rühen, Danndorf és Velpke községekkel határos.

## Népesség
A település népességének változása:
| Lakosok száma | 1070 | 1076 | 1044 | 1153 | 1182 | 1170 |
|               | 2016 | 2017 | 2019 | 2021 | 2022 | 2023 |